# Meltdown (Niall Horan)
Meltdown è un singolo discografico del cantante irlandese Niall Horan, pubblicato nel 2023 ed estratto dal suo terzo album in studio The Show.

## Tracce
- Download digitale

1. Meltdown – 2:33

## Classifiche
| Classifica (2023) | Posizione raggiunta |
| ----------------- | ------------------- |
| Irlanda           | 15                  |
| Regno Unito       | 62                  |